# Pierre Duval
Pierre Duval (Abbeville, 1618. − 1683.), francuski zemljopisac, kartograf i izdavač koji je djelovao u Abbevilleu i Parizu tijekom 17. stoljeća.
Rođen je u Abbevilleu na sjeveroistoku Francuske, kao nećak slavnog kartografa N. Sansona koji je radio i na kraljevskom dvoru. Osim brojnih zemljovida i atlasa, Duvalov opus uključuje i geografske leksikone na francuskom jeziku. Među njih spadaju rječnik o opatijama u Francuskoj, prvi univerzalni i vernakularni geografski rječnik Europe objavljen u Parizu 1651. godine, te rječnik o starovjekovnim lokalitetima Asiraca, Perzijanaca, Grka i Rimljana s njihovim novovjekovnim ekvivalentnim toponimima. Slično načelo pojavljuje se i na zemljovidu Les confins des Chrestiens et des Turcs iz 1663. godine na kojem Duval bojom razlikuje ostatke Hrvatskoga Kraljevstva na sjeveru (Croatie l'Autrische) od onih između Une i Vrbasa (Croatie av Turc).

## Opus
- Recherches curieuses des Annales de France (1640.)
- Abrégé du monde. Première partie ou discours du globe terrestre (1648.)
- Mémoires géographiques (1651.)
- Description de l'évêché d'Aire en Gascogne (1651.)
- Tables géographiques de tous les pays du monde (1651.)
- Amérique, autrement nouveau monde et Indes occidentales (1655.)
- La voyage et la description de l'Italie (1656.)
- Les acquisitions de la France par Ia paix (1658.)
- L'alphabet de la France (1658.)
- Cartes de Geographie (1662.)
- La Sphère françois c'est à dire le traité de Gèographie qui donne la connoissance du Globe et de la Carte (1663.)
- Les confins des Chrestiens et des Turcs (1663.)
- Le globe terrestre (1666.)
- Le Monde ou la Geographie Universelle (1670.)
- Cartes de geographie les plus nouvelles (1672.)

## Poveznice
- Povijest kartografije